# Caio Júnior
Luiz Carlos Saroli, meglio noto come Caio Júnior (Cascavel, 8 marzo 1965 – La Unión, 28 novembre 2016), è stato un allenatore di calcio e calciatore brasiliano.

## Carriera

### Calciatore
Inizia la sua carriera agonistica nel Grêmio, sodalizio con cui vince per tre volte consecutive il Campionato Gaúcho (1985, 1986 e 1987), segnando nella sua prima stagione 15 reti nel campionato statale.
Nel 1987 si trasferisce in Portogallo per giocare nel Vitória Guimarães con cui vince la Supertaça Cândido de Oliveira 1988. Con i bianconeri militerà sino al 1992, anno in cui passa all'Estrela Amadora, militante nella cadetteria lusitana.
Con il club di Amadora, Caio Júnior vincerà la Segunda Divisão de Honra 1992-1993, ottenendo la promozione in massima serie.
Nel 1994 torna in patria per giocare con l'Internacional, club con cui vincerà nello stesso anno il suo quarto Campionato Gaúcho.
Ritorna l'anno seguente in Portogallo, per militare nel Belenenses che lascerà la stagione seguente per tornare a giocare in patria, al Novo Hamburgo.
Nel 1997 gioca nel Paraná, con cui vince il Campionato Paranaense.
Negli ultimi anni della carriera vestirà le maglie dell'XV de Piracicaba, del Paulista, dell'Iraty e del Rio Branco-SP.

### Allenatore
Ritiratosi dall'attività agonistica diviene allenatore. Il primo sodalizio da lui guidato è il Paraná dal 2000 al 2003.
Nel 2004 passa al Cianorte con cui si aggiudica il titolo onorifico del Campeonato do Interior Paranaense.
Dal 2004 al 2008 siede sulle panchine del Londrina, Cianorte, Gama, Paraná, Palmeiras, Goiás e Flamengo.
Nel 2009 si trasferisce in Asia, per allenare i giapponesi del Vissel Kōbe, venendo però esonerato dall'incarico a stagione in corso. Nello stesso anno diviene allenatore del club qatariota dell'Al-Gharafa.
Con il sodalizio di Doha vince la Qatar Stars League 2009-2010 e la Qatar Stars Cup 2009.
Nel 2011 torna ad allenare in patria, prima al Botafogo e l'anno seguente al Grêmio.
Nel 2012 torna in Asia, per allenare gli emiratini dell'Al-Jazira, che lascerà nello stesso anno, dopo aver vinto la Coppa del Presidente degli Emirati Arabi Uniti 2011-2012, per sedersi sulla panchina dei brasiliani del Bahia. Nell'agosto dello stesso anno presenterà le dimissioni dal club.
Nel 2013 viene ingaggiato prima dal Vitória, con il quale vince un Campionato Baiano, e poi dal Coritiba, con il quale conquista un Campionato Paranaense (il suo secondo personale dopo quello vinto nel 2006 con il Paraná). Nel 2014 allena il Criciúma per poi trasferirsi all'Al-Shabab negli Emirati Arabi, dove resta fino al 2016.
Nel 2016 diventa il nuovo tecnico della Chapecoense che conduce alla vittoria del Campionato Catarinense.

### Scomparsa
È deceduto il 28 novembre 2016 in seguito allo schianto dell'aereo sul quale viaggiava insieme a tutta la squadra della Chapecoense che si apprestava a giocare la finale della Copa Sudamericana, contro l'Atlético Nacional.

## Statistiche

### Statistiche da allenatore

#### Club
Statistiche aggiornate al 3 ottobre 2024; in grassetto le competizioni vinte.
| Stagione          | Squadra           | Campionato        | Campionato | Campionato | Campionato | Campionato | Coppe nazionali | Coppe nazionali | Coppe nazionali | Coppe nazionali | Coppe nazionali | Coppe continentali | Coppe continentali | Coppe continentali | Coppe continentali | Coppe continentali | Altre coppe | Altre coppe | Altre coppe | Altre coppe | Altre coppe | Totale | Totale | Totale | Totale | % Vittorie | Piazzamento |
| Stagione          | Squadra           | Comp              | G          | V          | N          | P          | Comp            | G               | V               | N               | P               | Comp               | G                  | V                  | N                  | P                  | Comp        | G           | V           | N           | P           | G      | V      | N      | P      | %          | Piazzamento |
| ----------------- | ----------------- | ----------------- | ---------- | ---------- | ---------- | ---------- | --------------- | --------------- | --------------- | --------------- | --------------- | ------------------ | ------------------ | ------------------ | ------------------ | ------------------ | ----------- | ----------- | ----------- | ----------- | ----------- | ------ | ------ | ------ | ------ | ---------- | ----------- |
| 2000              | Paraná            | CJH               | 6          | 3          | 2          | 1          | -               | -               | -               | -               | -               | -                  | -                  | -                  | -                  | -                  | -           | -           | -           | -           | -           | 25     | 11     | 9      | 5      | 44,00      | 6º          |
| 2001              | Paraná            | Par+A             | 22+27      | 10+11      | 5+3        | 7+13       | CB              | 2               | 0               | 1               | 1               | -                  | -                  | -                  | -                  | -                  | -           | -           | -           | -           | -           | 51     | 21     | 9      | 21     | 41,18      | 14°         |
| 2002              | Paraná            | Par+A             | 6+25       | 4+8        | 1+4        | 1+13       | CB              | 7               | 4               | 2               | 1               | -                  | -                  | -                  | -                  | -                  | -           | -           | -           | -           | -           | 37     | 16     | 7      | 15     | 43,24      | 22°         |
| 2003              | Paraná            | Par+A             | 8+39       | 1+15       | 4+9        | 3+15       | -               | -               | -               | -               | -               | -                  | -                  | -                  | -                  | -                  | -           | -           | -           | -           | -           | 47     | 16     | 13     | 18     | 34,04      | Eson.       |
| 2004              | Cianorte          | Par               | 14         | 8          | 1          | 5          | -               | -               | -               | -               | -               | -                  | -                  | -                  | -                  | -                  | -           | -           | -           | -           | -           | 14     | 8      | 1      | 5      | 57,14      | 3°          |
| 2004              | Londrina          | B                 | 4          | 0          | 1          | 3          | -               | -               | -               | -               | -               | -                  | -                  | -                  | -                  | -                  | -           | -           | -           | -           | -           | 4      | 0      | 1      | 3      | &0,00      | Sub. eson.  |
| 2004              | Cianorte          | C                 | 6          | 1          | 2          | 3          | -               | -               | -               | -               | -               | -                  | -                  | -                  | -                  | -                  | -           | -           | -           | -           | -           | 6      | 1      | 2      | 3      | 16,67      | 35°         |
| 2005              | Cianorte          | Par               | 15         | 6          | 6          | 3          | CB              | 4               | 2               | 1               | 1               | -                  | -                  | -                  | -                  | -                  | -           | -           | -           | -           | -           | 19     | 8      | 7      | 4      | 42,11      | 5°          |
| Totale Cianorte   | Totale Cianorte   | Totale Cianorte   | 35         | 15         | 9          | 11         |                 | 4               | 2               | 1               | 1               |                    | -                  | -                  | -                  | -                  |             | -           | -           | -           | -           | 39     | 17     | 10     | 12     | 43,59      |             |
| 2005              | Gama              | B                 | 17         | 7          | 3          | 7          | -               | -               | -               | -               | -               | -                  | -                  | -                  | -                  | -                  | -           | -           | -           | -           | -           | 17     | 7      | 3      | 7      | 41,18      | 13°         |
| 2006              | Gama              | Bra               | 14         | 8          | 4          | 2          | -               | -               | -               | -               | -               | -                  | -                  | -                  | -                  | -                  | -           | -           | -           | -           | -           | 14     | 8      | 4      | 2      | 57,14      | 2°          |
| Totale Gama       | Totale Gama       | Totale Gama       | 31         | 15         | 7          | 9          |                 | -               | -               | -               | -               |                    | -                  | -                  | -                  | -                  |             | -           | -           | -           | -           | 31     | 15     | 7      | 9      | 48,39      |             |
| 2006              | Paraná            | A                 | 38         | 18         | 6          | 14         | -               | -               | -               | -               | -               | CS                 | 2                  | 0                  | 0                  | 2                  | -           | -           | -           | -           | -           | 40     | 18     | 6      | 16     | 45,00      | 5°          |
| Totale Paranà     | Totale Paranà     | Totale Paranà     | 171        | 70         | 34         | 67         |                 | 9               | 4               | 3               | 2               |                    | 2                  | 0                  | 0                  | 2                  |             | -           | -           | -           | -           | 182    | 74     | 37     | 71     | 40,66      |             |
| 2007              | Palmeiras         | A1/SP+A           | 19+38      | 10+16      | 5+10       | 4+12       | CB              | 3               | 2               | 0               | 1               | -                  | -                  | -                  | -                  | -                  | -           | -           | -           | -           | -           | 60     | 28     | 15     | 17     | 46,67      | 7°          |
| 2008              | Goiás             | Go                | 21         | 12         | 4          | 5          | CB              | 4               | 3               | 0               | 1               | -                  | -                  | -                  | -                  | -                  | -           | -           | -           | -           | -           | 25     | 15     | 4      | 6      | 60,00      | 2°          |
| 2008              | Flamengo          | A                 | 38         | 18         | 10         | 10         | -               | -               | -               | -               | -               | -                  | -                  | -                  | -                  | -                  | -           | -           | -           | -           | -           | 38     | 18     | 10     | 10     | 47,37      | 5°          |
| mar.-giu. 2009    | Vissel Kōbe       | J1                | 15         | 5          | 2          | 8          | CdL             | 6               | 2               | 1               | 3               | -                  | -                  | -                  | -                  | -                  | -           | -           | -           | -           | -           | 21     | 7      | 3      | 11     | 33,33      | Eson.       |
| 2009-2010         | Al-Gharafa        | QSL               | 22         | 16         | 5          | 1          | QSC+ECQ+QPC     | 7+1+2           | 5+0+2           | 1+0+0           | 1+1+0           | ACL                | 9                  | 6                  | 1                  | 2                  | SQ          | 4           | 3           | 0           | 1           | 45     | 32     | 7      | 6      | 71,11      | 1º          |
| 2010-mar. 2011    | Al-Gharafa        | QSL               | 17         | 10         | 1          | 6          | QSC             | 5               | 1               | 1               | 3               | ACL                | 1                  | 0                  | 1                  | 0                  | SQ          | 4           | 2           | 0           | 2           | 27     | 13     | 3      | 11     | 48,15      | Eson.       |
| Totale Al-Gharafa | Totale Al-Gharafa | Totale Al-Gharafa | 39         | 26         | 6          | 7          |                 | 15              | 8               | 2               | 5               |                    | 10                 | 6                  | 2                  | 2                  |             | 8           | 5           | 0           | 3           | 72     | 45     | 10     | 17     | 62,50      |             |
| 2011              | Botafogo          | RJ+A              | 4+35       | 1+16       | 2+7        | 1+12       | CB              | 4               | 2               | 2               | 0               | CS                 | 4                  | 2                  | 1                  | 1                  | -           | -           | -           | -           | -           | 47     | 21     | 12     | 14     | 44,68      | Sub. eson.  |
| 2012              | Grêmio            | G                 | 8          | 4          | 1          | 3          | -               | -               | -               | -               | -               | -                  | -                  | -                  | -                  | -                  | -           | -           | -           | -           | -           | 8      | 4      | 1      | 3      | 50,00      | Eson.       |
| mar.-mag. 2012    | Al-Jazira         | UAE               | 8          | 3          | 0          | 5          | CEA+EC          | 2+1             | 2+0             | 0+0             | 0+1             | ACL                | 6                  | 4                  | 2                  | 0                  | -           | -           | -           | -           | -           | 17     | 9      | 2      | 6      | 52,94      | Sub. 4°     |
| 2012              | Bahia             | A                 | 9          | 2          | 4          | 3          | -               | -               | -               | -               | -               | CS                 | 2                  | 0                  | 0                  | 2                  | -           | -           | -           | -           | -           | 11     | 2      | 4      | 5      | 18,18      | Sub. Dimis. |
| 2013              | Vitória           | Bai+A             | 12+17      | 8+6        | 1+4        | 3+7        | CB              | 4               | 1               | 2               | 1               | CS                 | 2                  | 1                  | 0                  | 1                  | CN          | 8           | 5           | 1           | 2           | 43     | 21     | 8      | 13     | 48,84      | Sub. eson.  |
| 2014              | Criciúma          | Cat+A             | 15+2       | 6+0        | 5+0        | 4+2        | CB              | 2               | 1               | 0               | 1               | -                  | -                  | -                  | -                  | -                  | -           | -           | -           | -           | -           | 19     | 7      | 5      | 7      | 36,84      | Eson.       |
| 2014-2015         | Al-Shabab         | UAE               | 26         | 14         | 7          | 5          | CEA+EC          | 3+7             | 1+4             | 2+1             | 0+2             | CCG                | 8                  | 5                  | 2                  | 1                  | -           | -           | -           | -           | -           | 44     | 24     | 12     | 8      | 54,55      | 3°          |
| 2015-2016         | Al-Shabab         | UAE               | 26         | 11         | 7          | 8          | CEA+EC          | 1+8             | 0+5             | 0+1             | 1+2             | ACL                | 1                  | 0                  | 0                  | 1                  | -           | -           | -           | -           | -           | 36     | 16     | 8      | 12     | 44,44      | 5°          |
| Totale Al-Shabab  | Totale Al-Shabab  | Totale Al-Shabab  | 52         | 25         | 14         | 13         |                 | 19              | 10              | 4               | 5               |                    | 9                  | 5                  | 2                  | 2                  |             | -           | -           | -           | -           | 80     | 40     | 20     | 20     | 50,00      |             |
| 2016              | Chapecoense       | A                 | 26         | 10         | 7          | 9          | CB              | 2               | 0               | 2               | 0               | CS                 | 8                  | 2                  | 4                  | 2                  | -           | -           | -           | -           | -           | 36     | 12     | 13     | 11     | 33,33      | Sub.        |
| Totale carriera   | Totale carriera   | Totale carriera   | 599        | 268        | 133        | 198        |                 | 75              | 37              | 17              | 21              |                    | 43                 | 20                 | 11                 | 12                 |             | 16          | 10          | 1           | 5           | 733    | 335    | 162    | 236    | 45,70      |             |

## Palmarès

### Giocatore

#### Competizioni statali
- Campionato Gaúcho: 4

Grêmio: 1985, 1986, 1987
Internacional: 1994
- Campionato Paranaense: 1

Paraná: 1997

#### Competizioni nazionali
- Supercoppa di Portogallo: 1

Vitória Guimarães: 1988
- Segunda Liga: 1

Estrela Amadora: 1992-1993

### Allenatore

#### Competizioni statali
- Campionato Baiano: 1

Vitória: 2013
- Campionato Catarinense: 1

Chapecoense: 2016

#### Competizioni nazionali
- Qatar Stars League: 1

Al-Gharafa: 2009-2010
- Qatar Stars Cup: 1

Al-Gharafa: 2009
- Coppa del Principe della Corona del Qatar: 1

Al-Gharafa: 2010
- Coppa del Presidente degli Emirati Arabi Uniti: 1

Al-Jazira: 2011-2012

#### Competizioni internazionali
- Coppa dei Campioni del Golfo: 1

Al Shabab Dubai: 2015
- Coppa Sudamericana: 1

Chapecoense: 2016 (riconoscimento ad honorem)